# Frederik Pohl
Frederik George Pohl, Jr. (n. 26 noiembrie 1919, New York City, New York, SUA – d. 2 septembrie 2013, Arlington Heights⁠(d), Illinois, SUA) a fost un scriitor american de literatură științifico-fantastică, editor și fan, cu o carieră de peste 70 de ani. A câștigat National Book Award în 1980 cu romanul Jem. Alte romane cunoscute sunt The Space Merchants (co-autor Cyril M. Kornbluth) și Poarta.
Între anii 1959 și 1969, Pohl a fost editorul revistelor Galaxy și if, câștigând premiul Hugo pentru aceasta din urmă trei ani la rând. Operele sale i-au adus și ele patru premii Hugo și numeroase premii Nebula. În 1993 a fost desemnat SFWA Grand Master.
În 2010, Pohl a câștigat premiul Hugo pentru "Best Fan Writer", pe baza celor scrise pe blogul său, "The Way the Future Blogs".

### Serii
| 1. Undersea Quest (1954) 2. Undersea Fleet (1956) 3. Undersea City (1958) 1. Gateway (1977) - premiul Nebula, 1977; premiile Hugo, Campbell și Locus SF, 1978 ro. Poarta - editura Pygmalion 1996 și editura Nemira 2008, traducere Mihai-Dan Pavelescu 1. Beyond the Blue Event Horizon (1980) - nominalizat la premiile Nebula și British SF, 1980; nominalizat la premiile Hugo și Locus, 1981 ro. Dincolo de orizontul albastru - editura Nemira 2009, traducere Mihai-Dan Pavelescu 1. Heechee Rendezvous (1984) - nominalizat la premiul Locus SF, 1985 ro. Întâlnire cu Heechee - editura Nemira 2009, traducere Mihai-Dan Pavelescu 1. Annals of the Heechee (1987) ro. Consemnările Heechee - editura Nemira 2013, traducere Mihnea Columbeanu 1. The Gateway Trip (1990) 2. The Boy Who Would Live Forever: A Novel of Gateway (2004) - nominalizat la premiul Campbell, 2005 | 1. The Other End of Time (1996) 2. The Siege of Eternity (1997) 3. The Far Shore of Time (1999) 1. Man Plus (1976) - premiul Nebula, 1976; nominalizat la premiile Hugo, Campbell și Locus, 1977 ro. Proiectul Omul Plus - editura Pygmalion 2003, traducere Florin Mircea Tudor 1. Mars Plus (1994) (cu Thomas T. Thomas) 1. Farthest Star (1975) 2. Wall Around A Star (1983) 1. The Reefs of Space (1964) 2. Starchild (1965) 3. Rogue Star (1969) 1. The Space Merchants (1953) (cu Cyril M. Kornbluth) ro.: Neguțătorii spațiului 1. The Merchants' War (1984) 2. Venus, Inc. (1985) - ediție antologică al celor 2 romane (publicată de SFBC) |

### Romane independente
| - Search the Sky (1954) (cu Cyril M. Kornbluth) - revizuit major în 1985 - Gladiator-At-Law (1955) (cu Cyril M. Kornbluth) - revizuit în 1986 ro.: Era Gladiatorilor - Preferred Risk (1955) (cu Lester Del Rey) - publicat ca aparținând lui "Edson McCann" (când Galaxy-Simon și Schuster au considerat că nici un competitor nu era suficient de bun pentru a câștiga concursul inițiat de ei, Pohl și Del Rey au fost rugați să scrie această carte pentru locul întâi) - Slave Ship (1956) - Presidential Year (1958) (cu Cyril M. Kornbluth) - Wolfbane (1959) (cu Cyril M. Kornbluth) ro.: Semnul Lupului - Drunkard's Walk (1960) ro.: Plimbare de bețiv - A Plague of Pythons (1964) - apărut și cu titlul Demon in the Skull - The Age of the Pussyfoot (1965) - Jem (1979) - nominalizat la premiul Nebula, 1979; nominalizat la premiile Hugo și Locus SF, 1980 - The Cool War (1981) - Syzygy (1981) - Starburst (1982) - The Years of the City (1984) - premiul Campbell, 1985 (o culegere de nuvele legate, dintre care două au fost publicate anterior, plus o introducere: - "Introduction" | - - "When New York Hit the Fan", 1984 (originală) - "The Greening of Bed-Stuy", 1984 - "The Blister", 1984 - "Second-Hand Sky", 1984 (originală) - "Gwenanda and the Supremes", 1984 (originală) - Black Star Rising (1985) - The Coming of the Quantum Cats (1986) - Terror (1986) - Chernobyl (1987) - Land's End (1988) (cu Jack Williamson) - The Day The Martians Came (1988) - șapte povestiri publicate anterior, plus trei noi și materialul de legătură dintre ele - Narabedla Ltd. (1988) - Homegoing (1989) - The World at the End of Time (1990) - Outnumbering the Dead (1990) - Stopping at Slowyear (1991) - The Singers of Time (1991) (cu Jack Williamson) - Mining the Oort (1992) - The Voices of Heaven (1994) - O Pioneer! (1998) - The Last Theorem (2008) (cu Arthur C. Clarke) ro. Ultima teoremă - editura Nemira 2010 - All the Lives He Led (2011) |

### Culegeri de povestiri
| - Alternating Currents (1956) - "Happy Birthday, Dear Jesus" (originală) - "The Ghost Maker", 1954 - "Let the Ants Try", 1949 - "Pythias", 1955 - "The Mapmakers", 1955 - "Rafferty’s Reasons", 1955 - "Target One", 1955 - "Grandy Devil", 1955 - "The Tunnel Under the World", 1955 - "What to Do Until the Analyst Comes [“Everybody’s Happy But Me!”]", 1956 - The Case Against Tomorrow (1957) - "The Midas Plague", 1954 - "The Census Takers", 1956 - "The Candle Lighter", 1955 - "The Celebrated No-Hit Inning", 1956 - "Wapshot’s Demon", 1956 - "My Lady Green Sleeves", 1957 - Tomorrow Times Seven (1959) - "The Haunted Corpse", 1957 - "The Middle of Nowhere", 1955 - "The Gentle Venusian [“The Gentlest Unpeople”]", 1958 - "The Day of the Boomer Dukes", 1956 - "Survival Kit", 1957 - "The Knights of Arthur", 1958 - "To See Another Mountain", 1959 - The Man Who Ate the World (1960) - "The Man Who Ate the World", 1956 - "The Wizards of Pung's Corners", 1959 - "The Waging of the Peace", 1959 - "The Snowmen", 1959 - "The Day the Icicle Works Closed", 1959 - Turn Left At Thursday (1961) - "Mars by Moonlight", 1958 - "The Richest Man in Levittown [“The Bitterest Pill”]", 1959 - "The Seven Deadly Virtues", 1958 - "The Martian in the Attic", 1960 - "Third Offense", 1958 [apărută inițial sub pseudoniomul Charles Satterfield] - "The Hated", 1958 - "I Plinglot, Who You?", 1959 - The Wonder Effect (1962) (cu Cyril M. Kornbluth) - "Introduction" - "Critical Mass", 1962 - "A Gentle Dying", 1961 - "Nightmare with Zeppelins", 1958 - "Best Friend", 1941 [ca S. D. Gottesman] - "The World of Myrion Flowers", 1961 - "Trouble in Time", 1940 [ca S. D. Gottesman] - "The Engineer", 1956 - "Mars-Tube", 1941 [ca S. D. Gottesman] - "The Quaker Cannon", 1961 - The Abominable Earthman (1963) - "The Abominable Earthman", 1961 - "We Never Mention Aunt Nora", 1958 [ca Paul Flehr] - "A Life and a Half", 1959 - "Punch", 1961 - "The Martian Star-Gazers", 1962 - "Whatever Counts", 1959 - "Three Portraits and a Prayer", 1962 - Digits and Dastards (1966) - "The Children of Night", 1964 - "The Fiend", 1964 - "Earth Eighteen", 1964 - "Father of the Stars", 1964 - "The Five Hells of Orion", 1962 - "With Redfern on Capella XII", 1965 (ca Charles Satterfield) - "How to Count on Your Fingers", 1956 - "On Binary Digits and Human Habits", 1962 - The Frederik Pohl Omnibus (1966) [republicată în 1979 ca Survival Kit, o ediție prescurtată] - "The Man Who Ate the World", 1956 (nu apare în Survival Kit) - "The Seven Deadly Virtues", 1958 - "The Day the Icicle Works Closed", 1960 (nu apare în Survival Kit) - "The Knights of Arthur", 1958 - "Mars by Moonlight", 1958 - "The Haunted Corpse", 1957 - "The Middle of Nowhere", 1955 - "The Day of the Boomer Dukes", 1956 - "The Snowmen", 1959 (nu apare în Survival Kit) - "The Wizards of Pung’s Corners [seria Jack Tighe]", 1958 (nu apare în Survival Kit) - "The Waging of the Peace [seria Jack Tighe]", 1959 (nu apare în Survival Kit) - "Survival Kit", 1957 - "I Plinglot, Who You?", 1959 - Day Million (1970) - "Day Million", 1966 - "The Deadly Mission of Phineas Snodgrass", 1962 - "The Day the Martians Came [“The Day After the Day the Martians Came” - „Ziua de după ziua când au venit marțienii”]", 1967 - "The Schematic Man", 1969 - "Small Lords", 1957 - "Making Love [“Lovemaking”]", 1966 - "Way Up Yonder", 1959 [ca Charles Satterfield] - "Speed Trap", 1967 - "It’s a Young World", 1941 - "Under Two Moons", 1965 - The Gold at the Starbow's End (1972) - "The Gold at the Starbow's End", 1972 - "Sad Solarian Screenwriter Sam", 1972 - "Call Me Million", 1970 - "Shaffery among the Immortals", 1972 - "The Merchants of Venus", 1972 (în seria Heechee) - The Best of Frederik Pohl (1975) - Introduction: "A Variety of Excellence", de Lester del Rey - "The Tunnel Under the World", 1954 - "Punch", 1961 - "Three Portraits and a Prayer", 1962 - "Day Million", 1966 - "Happy Birthday, Dear Jesus", 1956 - "We Never Mention Aunt Nora", 1958 - "Father of the Stars", 1964 - "The Day the Martians Came", 1967 - "The Midas Plague", 1954 - "The Snowmen", 1959 - "How to Count on Your Fingers", 1956 - "Grandy Devil", 1955 - "Speed Trap", 1967 - "The Richest Man in Levittown", 1959 (apărută inițial cu titlul "The Bitterest Pill") - "The Day the Icicle Works Closed", 1959 - "The Hated", 1961 - "The Martian in the Attic", 1960 - "The Census Takers", 1955 - "The Children of Night", 1964 - Afterword: "What the Author Has to Say About All This" - In The Problem Pit (1976) - "Introduction: Science-Fiction Games", 1974 - "In the Problem Pit", 1973 - "Let the Ants Try", 1949 - "To See Another Mountain", 1959 - "The Deadly Mission of Phineas Snodgrass", 1962 (cunoscută și ca The Time Machine of Phineas Snodgrass) - "Golden Ages Gone Away", 1972 - "Rafferty's Reasons", 1955 - "I Remember a Winter", 1972 | - - "The Schematic Man", 1968 - "What to Do Until the Analyst Comes", 1955 (cunoscută și ca Everybody's Happy But Me!) - "Some Joys Under the Star", 1973 - "The Man Who Ate the World", 1956 - "SF: The Game-Playing Literature", 1971 (cunoscută și ca The Game-Playing Literature) - The Early Pohl (1976): - "Elegy for a Dead Planet: Luna", 1937 (ca Elton Andrews) [prima poezie publicată de el] - "The Dweller in the Ice", 1940 (ca James MacCreigh) - "The King's Eye", 1940 (ca James MacCreigh) - "It's a Young World", 1940 (ca James MacCreigh) - "Daughters of Eternity", 1940 (ca James MacCreigh) - "Earth, Farewell!", 1940 (ca James MacCreigh) - "Conspiracy on Callisto", 1943 (ca James MacCreigh) - "Highwayman of the Void", 1943 (scrisă sub numele lui Dirk Wylie) - "Double-Cross", 1943 (ca James MacCreigh) - Critical Mass (1977) (cu Cyril M. Kornbluth) - "Introduction" (Pohl) - "The Quaker Cannon", 1961 - "Mute Inglorious Tam", 1974 - "The World of Myrion Flowers", 1961 - "The Gift of Garigolli", 1974 - "A Gentle Dying", 1961 - "A Hint of Henbane", 1961 - "The Meeting", 1972 - "The Engineer", 1956 - "Nightmare with Zeppelins", 1958 - "Critical Mass", 1962 - "Afterword" (Pohl) - Survival Kit (1979) (prescurtare a ediției The Frederik Pohl Omnibus, 1966) - "The Seven Deadly Virtues", 1958 - "The Knights of Arthur", 1958 - "Mars by Moonlight", 1958 - "The Haunted Corpse", 1957 - "The Middle of Nowhere", 1955 - "The Day of the Boomer Dukes", 1956 - "Survival Kit", 1957 - "I Plinglot, Who You?", 1959 - Before the Universe (1980) (cu Cyril M. Kornbluth) - "Mars-Tube", 1941 - "Trouble in Time", 1940 - "Vacant World", 1940 - "Best Friend", 1941 - "Nova Midplane", 1940 - "The Extrapolated Dimwit", 1942 - Planets Three, 1982 (culegere de trei nuvele scrise sub pseudonimul James MacCreigh): - "Figurehead", 1951 (apărută inițila ca "The Genius Beasts" de MacCreigh) - "Red Moon of Danger", 1951 (apărută inițila ca "Danger Moon" de MacCreigh) - "Donovan Had a Dream", 1947 - Midas World (1983) - "The Fire-Bringer" (originală) - "The Midas Plague", 1954 - "Servant of the People", 1983 - "The Man Who Ate the World", 1956 - "Farmer on the Dole", 1982 - "The Lord of the Skies", 1983 - "The New Neighbors", 1983 - Pohlstars (1984) [edițiile ulterioare de la Gollancz au omis ultima povestire] - "The Sweet, Sad Queen of the Grazing Isles" [originală] - "The High Test", 1983 - "Spending a Day at the Lottery Fair", 1983 - "Second Coming", 1983 - "Enjoy, Enjoy", 1974 - "Growing Up in Edge City", 1975 - "We Purchased People", 1974 - "Rem the Rememberer", 1974 - "The Mother Trip", 1975 - "A Day in the Life of Able Charlie", 1976 - "The Way It Was", 1977 - "The Wizard-Masters of Peng-Shi Angle (né The Wizards of Pung's Corners)", povestire originală din 1958, rescrisă în 1984. - BiPohl (1987) [ediție omnibus de 2 romane] - Drunkard's Walk - Age of the Pussyfoot - Our Best: The Best of Frederik Pohl and C.M. Kornbluth (1987) (cu Cyril M. Kornbluth) - "Introduction" (Pohl) - "The Stories of the Sixties" (Pohl) - "Critical Mass", 1962 - "The World of Myrion Flowers", 1961 - "The Engineer", 1956 - "A Gentle Dying", 1961 - "Nightmare with Zeppelins", 1958 - "The Quaker Cannon", 1961 - "The 60/40 Stories" (Pohl) - "Trouble in Time", 1940 [ca S. D. Gottesman] - "Mars-Tube", Astonishing Stories septembrie ’41 [ca S. D. Gottesman] - "Epilogue to The Space Merchants" (Pohl) - "Gravy Planet" (fragment din varianta serializată, care nu apare în carte) - "The Final Stories" (Pohl) - "Mute Inglorious Tam", 1974 - "The Gift of Garigolli", 1974 - "The Meeting", 1972 - "Afterword" (Pohl) - Platinum Pohl (2005) - "Introduction" (de James Frenkel) - "The Merchants of Venus", 1972 (în seria Heechee) - "The Things That Happen", 1985 - "The High Test", 1983 - "My Lady Green Sleeves", 1957 - "The Kindly Isle", 1984 - "The Middle of Nowhere", 1955 - "I Remember a Winter", 1972 - "The Greening of Bed-Stuy", 1984 - "To See Another Mountain", 1959 - "The Mapmakers", 1955 - "Spending a Day at the Lottery Fair", 1983 - "The Celebrated No-Hit Inning", 1956 - "Some Joys Under the Star", 1973 - "Servant of the People", 1983 - "Waiting for the Olympians", 1988 - "Criticality", 1984 - "Shaffery Among the Immortals", 1972 - "The Day the Icicle Works Closed", 1960 - "Saucery", 1986 - "The Gold at the Starbow’s End", 1972 - "Growing Up in Edge City", 1975 - "The Knights of Arthur", 1958 - "Creation Myths of the Recently Extinct", 1994 - "The Meeting", 1972 (cu C. M. Kornbluth) - "Let the Ants Try", 1949 - "Speed Trap", 1967 - "The Day the Martians Came [“The Day After the Day the Martians Came” - „Ziua de după ziua când au venit marțienii” ]", 1967 - "Day Million", 1966 - "The Mayor of Mare Tranq", 1996 - "Fermi and Frost", 1985 - "Afterword: Fifty Years and Counting" |

### Non-ficțiune
- Tiberius (1960) (scris sub pseudonimul Ernst Mason)
- Practical Politics 1972 (1971)
- Science Fiction Studies in Film (1980) (cu Frederik Pohl IV)
- Our Angry Earth (1991) (cu Isaac Asimov)
- Chasing Science: Science as Spectator Sport (2000)

#### Autobiografie
- The Way the Future Was (1978)

### Opere despre Pohl
| - Gateways: Original New Stories Inspired by Frederik Pohl (2010), editat de Elizabeth Anne Hull - Elizabeth Anne Hull, Introduction - David Brin - “Shoresteading” - Phyllis și Alex Eisenstein - “Von Neumann’s Bug” - Isaac Asimov - Appreciation - Joe Haldeman - “Sleeping Dogs” - Larry Niven - “Gates (Variations)” - Gardner Dozois - Appreciation - James Gunn - “Tales from the Spaceship Geoffrey” - Gregory Benford și Elisabeth Malartre - “Shadows of the Lost” - Connie Willis - Appreciation - Vernor Vinge - “A Preliminary Assessment of the Drake Equation, Being an Excerpt from the Memories of Star Captain Y.T. Lee” - Greg Bear - “Warm Sea” | - - Robert J. Sawyer - Appreciation - Frank M. Robinson - “The Errand Boy” - Gene Wolfe - “King Rat” - Robert Silverberg - Appreciation - Harry Harrison - “The Stainless Steel Rat and the Pernicious Porcuswine” - Jody Lynn Nye - “Virtually, A Cat” - David Marusek - Appreciation - Brian W. Aldiss - “The First-Born” - Ben Bova - “Scheherezade and the Storytellers” - Joan Slonczewski - Appreciation - Sheri S. Tepper - “The Flight of the Denartesestel Radichan” - Neil Gaiman - “The [Backspace] Merchants” - Emily Pohl-Weary - Appreciation - Mike Resnick - “On Safari” - Cory Doctorow - “Chicken Little” - James Frenkel - Afterword |